# Ficosa
Ficosa International S.A. – hiszpańskie przedsiębiorstwo z siedzibą w Barcelonie. Działa w branży samochodowej, zajmując się rozwojem i produkcją komponentów do samochodów osobowych i ciężarowych. Jest jedną z wiodących hiszpańskich firm tej branży, posiada zakłady w Europie, Azji, Ameryce Płn. i Ameryce Płd., zatrudnia ponad 7000 pracowników (2009).
W Polsce posiada zakład w Dąbrowie Górniczej, produkujący m.in. lusterka samochodowe dla klientów takich jak Fiat, IVECO, Volkswagen, Skoda, PSA.